# Neues Schloss (Freyenstein)

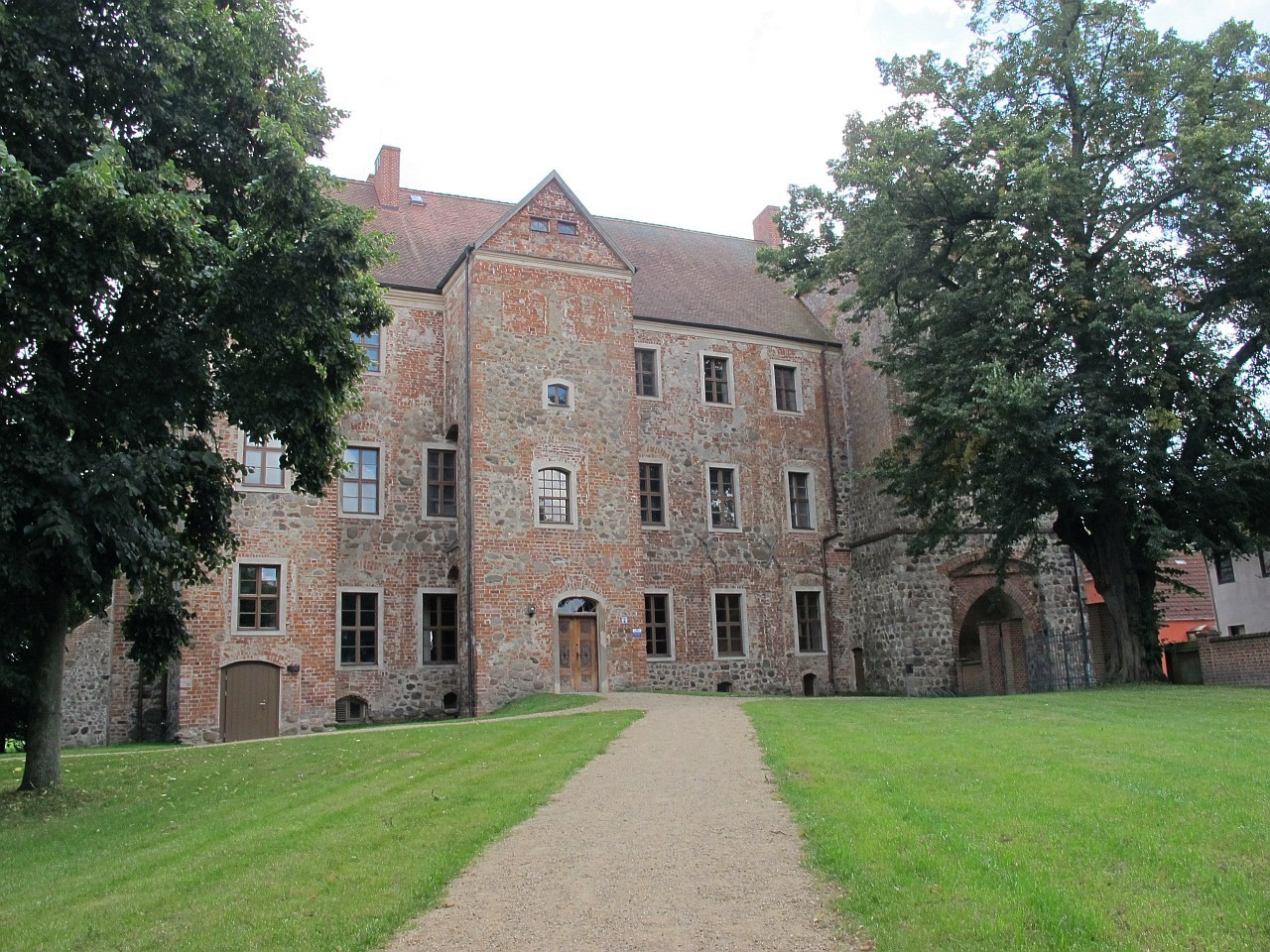
Neues Schloss Freyenstein

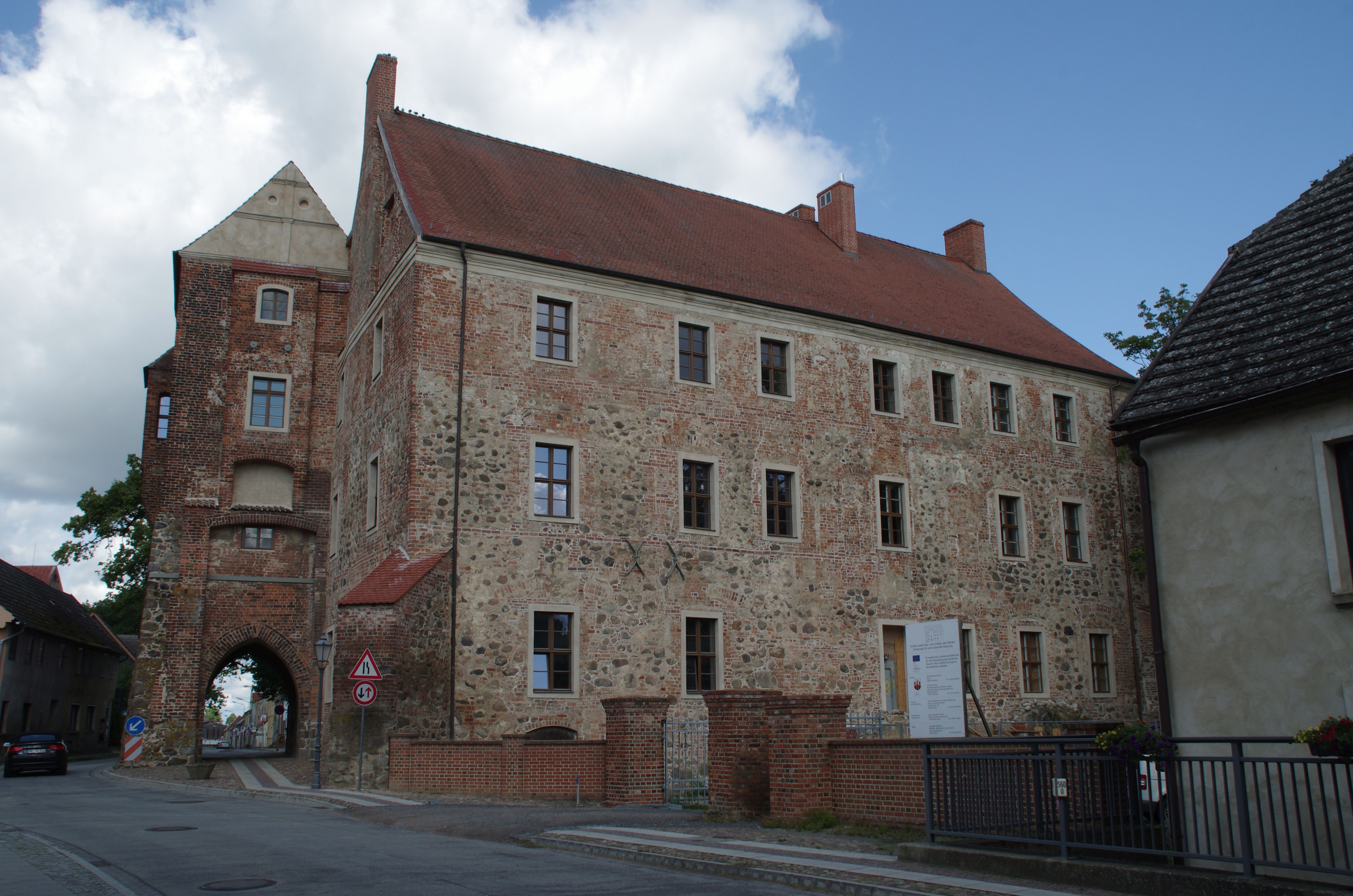
Neues Schloss mit Wittstocker Tor

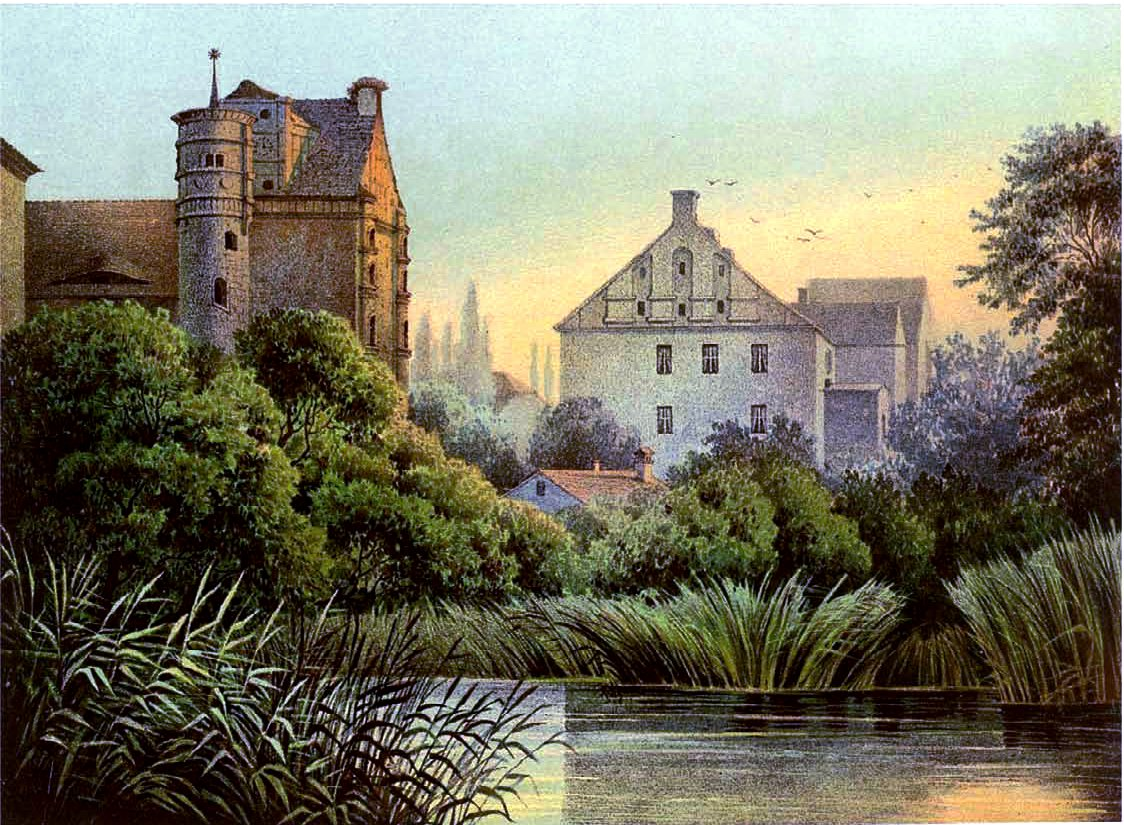
Altes Schloss und Neues Schloss, Sammlung Alexander Duncker, um 1859/60.

Das Neue Schloss in Freyenstein, ein Ortsteil von Wittstock/Dosse, ist ein Schloss im Landkreis Ostprignitz-Ruppin in Brandenburg.

## Geschichte
1492 übernahmen das Adelsgeschlecht Rohr die Stadt Freyenstein samt Gerichtsbarkeit. Sie erbauten gegen Ende des 15. Jahrhunderts westlich des Alten Schlosses, teils über der Stadtmauer, ein Festes Haus. Es ist ein dreigeschossiger, ursprünglich vermutlich verputzter Bau aus unregelmäßigem Mischmauerwerk. Im Kern besteht es aus einem Festen Haus, das vermutlich für Dietrich von Rohr erbaut wurde.
Ein tiefgreifender Umbau erfolgte nach dendrochronologischer Datierung (d) in den Jahren 1564/65 mit neuer Wölbung in Keller und Erdgeschoss und zweitem Obergeschoss: Dietrich von Rohr baute das Feste Haus zum Neuen Schloss Freyenstein aus.
Am Ende des Dreißigjährigen Krieges war Freyenstein fast vollständig entvölkert. In dieser Zeit verschuldeten sich die von Rohrs und mussten Freyenstein 1620 an den vermögenden Georg von Winterfeld verkaufen, der nachmals Herrenmeister des Johanniterordens war und zuvor Komtur der Kongregation zu Schivelbein.
Weitere Umbauten und Veränderungen wurden von der Familie von Winterfeld 1617/20 (d), in der 2. Hälfte des 17. Jahrhunderts vorgenommen. Weiterer namhafteter Vertreter des Adelsgeschlecht war damals der Komtur der Kommende Werben des Johanniterordens und Herr auf Freyenstein, Detlof Burchard von Winterfeld, verheiratet mit Elisabeth Sabine von Hacke. Ihr Sohn Joachim Detlof von Winterfeld folgte im Grundbesitz. Er nannte neben Freyenstein weitere neun Güter sein Eigen. Im 19. Jahrhundert namen die Nachfahren weitere Baumaßnahmen vor. Letzte Schlossbesitzer waren nach dem Genealogischen Handbuch des Adels Karl Gustav Detlof von Winterfeld, dann als Mitbesitzer sein Enkel Major Hans von Winterfeld und zuletzt Hans Karl von Winterfeld (1898–1981). Sein Besitz hatte um 1929 einen Umfang von 500 ha und war verpachtet. Der Gutsbesitzer lebte nach der Enteignung als Berater der Bundesregierung in Bonn, seine geschiedene Frau Marie-Luise, geborene von Winterfeld-Vahrnow, in Hamburg. Sie war lange Schatzmeisterin des von Winterfeld(t)schen Familienverbandes. 
Bis 1950 war in dem Schloss ein Hotel untergebracht, danach diente es als Schule. Auch ein Betriebsteil des Obertrikotagenbetriebes (OTB) aus Wittstock/Dosse zog in das Gebäude. In den Jahren 1975/76 und ab 1990 wurde das Schloss restauriert. 
Danach wurde das Schloss von der Bibliothek und von einem alternativen Büchermarkt bis 2011 genutzt. Nach aufwändiger, bis 2016 dauernder Restaurierung nahm die Schlossbibliothek ihre Arbeit im 2. Obergeschoss des historischen Gebäudes wieder auf. Im Erdgeschoss befinden sich das Büro des Archäologischen Parks und die Besucherinformation. Heute ist die Stadt Wittstock Eigentümerin des Neuen Schlosses.

## Architektur
Dem blockhaften Hauptbau sind stadtseitig zwei asymmetrische, wohl ehemals drei turmartige Vorbauten sowie der Torturm des Wittstocker Tors angegliedert. Die übrigen Fronten sind glatt; die Fenster wurden im 18. Jahrhundert rechteckig verändert, wobei Spuren von stichbogigen Fenstern an vielen Stellen zu erkennen sind. Der Ostgiebel ist durch breite vertikale Vorlagen gegliedert. 
Innen wurde das Schloss mehrfach, unter anderem um 1800, verändert. Im Treppenturm befindet sich eine hölzerne Wendeltreppe aus dem Jahr 1616 (d). Im Erdgeschoss sind zwei kleinere Säle mit fein stuckierten stichbogigen Flachtonnen (vermutlich vom Ende des 17. Jahrhunderts) sowie die große, wieder hergestellte Hofstube mit Gratgewölbe und geometrischem Stuckdekor am Gewölbeanfang erhalten. In den Obergeschossen ist die historische Raumfolge mit schwerer Balkendecke mit Schiffskehldekor zum Teil wiederhergestellt.